# Межконтинентальный кубок по пляжному футболу 2011
Samsung Межконтинентальный кубок по пляжному футболу 2011 (англ. Samsung Beach Soccer Intercontinental Cup 2011) — дебютный розыгрыш нового турнира по пляжному футбол. С 22 по 26 ноября 2011 года 8 ведущих национальных сборных из 6 конфедераций принимали участие в борьбе за трофей на арене чемпионата мира 2009 года в Дубае.
В решающем матче сборная Бразилии пыталась взять реванш у россиян за поражение в финале сентябрьского чемпионата мира, но уступила в дополнительное время.
Швейцарец Деян Станкович стал лучшим бомбардиром турнира и был признан его лучшим игроком.

## Участвующие команды
| Команда   | Конфедерация | Квалификация                                       | Участие |
| --------- | ------------ | -------------------------------------------------- | ------- |
| ОАЭ       | АФК          | Хозяин турнира                                     | 1-й раз |
| Россия    | УЕФА         | Чемпионат мира по пляжному футболу 2011 победитель | 1-й раз |
| Мексика   | КОНКАКАФ     | КЧМ по пляжному футболу 2011 (КОНКАКАФ) победитель | 1-й раз |
| Бразилия  | КОНМЕБОЛ     | КЧМ по пляжному футболу 2011 (КОНМЕБОЛ) победитель | 1-й раз |
| Оман      | АФК          | КЧМ по пляжному футболу 2011 (АФК) второе место    | 1-й раз |
| Нигерия   | КАФ          | КЧМ по пляжному футболу 2011 (КАФ) второе место    | 1-й раз |
| Швейцария | УЕФА         | Евролига по пляжному футболу 2011 второе место     | 1-й раз |
| Таити     | ОФК          | КЧМ по пляжному футболу 2011 (ОФК) победитель      | 1-й раз |

## Групповая стадия

### Группа A
| Team    | И | В | В+ | П | ГЗ | ГП | +/- | О |
| ------- | - | - | -- | - | -- | -- | --- | - |
| Россия  | 3 | 3 | 0  | 0 | 22 | 5  | +17 | 9 |
| ОАЭ     | 3 | 2 | 0  | 1 | 9  | 11 | −2  | 6 |
| Нигерия | 3 | 1 | 0  | 2 | 9  | 12 | −3  | 3 |
| Таити   | 3 | 0 | 0  | 3 | 7  | 19 | −12 | 0 |

| Россия                                                             | 8:1 | Нигерия     |
| ------------------------------------------------------------------ | --- | ----------- |
| Крашенинников, Шайков, Макаров, Горчинский, Еремеев (3), Перемитин |     | Виктор Тале |

| ОАЭ                                         | 6:2 | Таити            |
| ------------------------------------------- | --- | ---------------- |
| аль-Месааби (2), Ранджбар, Юсиф, Хассан (2) |     | Торохиа, Беннетт |

| Россия                                                        | 7:4 | Таити                               |
| ------------------------------------------------------------- | --- | ----------------------------------- |
| Крашенинников, Шишин, Шкарин, Шайков (2), Горчинский, Еремеев |     | Амау, Ли Фунг Куе, Беннетт, Лабасте |

| Нигерия                     | 2:3 | ОАЭ                         |
| --------------------------- | --- | --------------------------- |
| Виктор Тале, Исиака Олавале |     | Хумаид Альбалооши, Юсиф (2) |

| Таити   | 1:6 | Нигерия                                           |
| ------- | --- | ------------------------------------------------- |
| Беннетт |     | Виктор Тале (2), Исиака Олавале (3), Муса Наджаре |

| ОАЭ | 0:7 | Россия                                                     |
| --- | --- | ---------------------------------------------------------- |
|     |     | Крашенинников (2), Леонов, Шайков (2), Горчинский, Еремеев |

### Группа B
| Team      | И | В | В+ | П | ГЗ | ГП | +/- | О |
| --------- | - | - | -- | - | -- | -- | --- | - |
| Бразилия  | 3 | 2 | 1  | 0 | 14 | 8  | +6  | 8 |
| Швейцария | 3 | 2 | 0  | 1 | 16 | 9  | +7  | 6 |
| Мексика   | 3 | 1 | 0  | 2 | 8  | 11 | −3  | 3 |
| Оман      | 3 | 0 | 0  | 3 | 6  | 16 | −10 | 0 |

| Мексика              | 3:4 | Швейцария                  |
| -------------------- | --- | -------------------------- |
| Сервантес (2), Лопес |     | Лутц, Станкович, Майер (2) |

| Бразилия                                 | 5:2 | Оман           |
| ---------------------------------------- | --- | -------------- |
| Андре, Бруно Шавьер (2), Бетиньо, Сидней |     | аль-Мухани (2) |

| Оман          | 2:8 | Швейцария                                                   |
| ------------- | --- | ----------------------------------------------------------- |
| аль-Раджи (2) |     | Станкович (3), Циглер, Спаккаротелла, Майер, Ширинци, Борер |

| Бразилия                                  | 5:2 | Мексика               |
| ----------------------------------------- | --- | --------------------- |
| Андре (2), Фернандо, Бруно Шавьер, Тамбау |     | Сервантес, Вильялобос |

| Оман            | 2:3 | Мексика                 |
| --------------- | --- | ----------------------- |
| аль-Квассми (2) |     | Кати, Сервантес, Флорес |

| Швейцария                     | 4:4 (доп. вр.) | Бразилия                |
| ----------------------------- | -------------- | ----------------------- |
| Станкович (2), Борер, Самуэль |                | Андре (3), Бруно Шавьер |
| Пенальти                      |                |                         |
| Станкович · Майер             | 1:2            | Бруно Шавьер · Андре    |

## Плей-офф
|  | Полуфинал         | Полуфинал |                   |   | Финал | Финал |
|  |                   |           |                   |   |       |       |
|  | 25 ноября - Дубай |           |                   |   |       |       |
|  |                   |           |                   |   |       |       |
|  | Россия (пен.)     | 4 (2)     |                   |   |       |       |
|  | Россия (пен.)     | 4 (2)     | 26 ноября - Дубай |   |       |       |
|  | Швейцария         | 4 (1)     |                   |   |       |       |
|  | Швейцария         | 4 (1)     | Россия (ОТ)       | 5 |       |       |
|  | 25 ноября - Дубай |           | Россия (ОТ)       | 5 |       |       |
|  |                   | Бразилия  | 4                 |   |       |       |
|  | Бразилия          | Бразилия  | 4                 | 2 |       |       |
|  | Бразилия          |           |                   | 2 |       |       |
|  | ОАЭ               | 0         |                   |   |       |       |
|  | ОАЭ               | 0         | Матч за 3-е место |   |       |       |
|  |                   |           |                   |   |       |       |
|  | 26 ноября - Дубай |           |                   |   |       |       |
|  |                   |           |                   |   |       |       |
|  | Швейцария (пен.)  | 4 (1)     |                   |   |       |       |
|  | Швейцария (пен.)  | 4 (1)     |                   |   |       |       |
|  | ОАЭ               | 4 (0)     |                   |   |       |       |

### Полуфиналы
| Бразилия                 | 2:0   | ОАЭ |
| ------------------------ | ----- | --- |
| Сидней 6′ · Андерсон 28′ | Отчет |     |

| Россия                                             | 4:4 (доп. вр.) | Швейцария                                    |
| -------------------------------------------------- | -------------- | -------------------------------------------- |
| Д. Шишин 12′, 28′ · И. Леонов 18′ · А. Макаров 30′ | Отчет          | 8′, 25′ (пен.), 35′ (пен.), 36′ Д. Станкович |
| Пенальти                                           |                |                                              |
| И. Леонов · Д. Шишин                               | 2:1            | Д. Станкович · Ф. Борер                      |

### Матч за 3-е место
| Швейцария                                           | 4:4   | ОАЭ                                 |
| --------------------------------------------------- | ----- | ----------------------------------- |
| Д. Циглер 3′ · Д. Станкович 18′, 26′ · Ф. Борер 21′ | Отчет | 2′, 29′, 30′ А. Карим · 31′ А. Рами |
| Пенальти                                            |       |                                     |
| Д. Станкович                                        | 1:0   | А. Карим                            |

### Финал
| Россия                                                        | 5:4 (доп. вр.) | Бразилия                                        |
| ------------------------------------------------------------- | -------------- | ----------------------------------------------- |
| Д. Шишин 20′ (пен.), 30′, 38′ · Е. Шайков 25′ · И. Леонов 28′ | Отчет          | 12′ Андерсон · 24′, 31′ Фернандо · 32′ Жоржиньо |

## Награды
| Лучший игрок (MVP) | Лучший игрок (MVP) | Лучший игрок (MVP) | Лучший игрок (MVP) |
| ------------------ | ------------------ | ------------------ | ------------------ |
| Деян Станкович     |                    |                    |                    |
| Лучший бомбардир   |                    |                    |                    |
| Деян Станкович     |                    |                    |                    |
| 12 голов           |                    |                    |                    |
| Лучший вратарь     |                    |                    |                    |
| Мао                |                    |                    |                    |

## Итоговое положение команд
| Место | Команда   |
| ----- | --------- |
| 1     | Россия    |
| 2     | Бразилия  |
| 3     | Швейцария |
| 4     | ОАЭ       |
| 5     | Нигерия   |
| 6     | Мексика   |
| 7     | Оман      |
| 8     | Таити     |